# Caso Strauss-Kahn

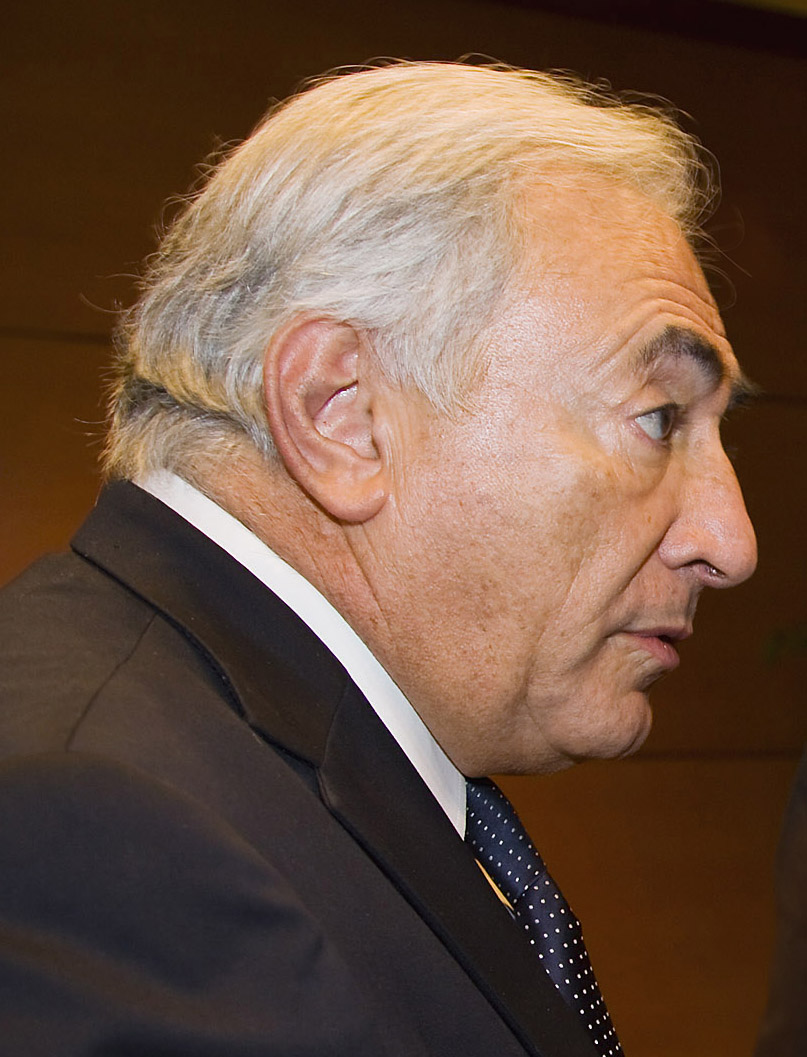
Dominique Strauss-Kahn (1949−), economista y político francés.

El caso Strauss-Kahn o affaire Strauss-Kahn fue un caso judicial en el cual Nafissatou Diallo acusó al economista y político francés Dominique Strauss-Kahn (DSK), presidente del Fondo Monetario Internacional (FMI), de haberla interceptado el 14 de mayo de 2011 en la suite 2806 del Hotel Sofitel (Nueva York) donde ella estaba limpiando, golpeándola, intentando violarla y obligarla a practicarle sexo oral. Strauss-Kahn negó haber tenido contacto sexual pero las pruebas de ADN demostraron que había semen suyo en las ropas de la mujer. Los informes médicos probaron lesiones en la vagina y hombro —del cual se tuvo que operar— de Diallo, pero cuando se descubrió que había mentido sobre su pasado para justificar su solicitud de asilo en los Estados Unidos, perdió credibilidad y el fiscal se vio obligado a retirar los cargos. Diallo interpuso una demanda civil por daños y perjuicios y el asunto se cerró con un acuerdo monetario entre la camarera y el político, que le pagó una indemnización. 
El escándalo provocó la renuncia de Strauss-Kahn a su cargo de presidente del FMI y a su candidatura a la primaria socialista de 2011 para las elecciones presidenciales de Francia de 2012.

## Antecedentes
La escritora francesa Tristane Banon acusó a  Strauss-Kahn de haber intentado violarla en 2003. El Ministerio Público indicó que había indicios razonables de agresión sexual, pero que el caso estaba prescripto.

## Caso
Nafissatou alegó que Strauss-Kahn cometió estos crímenes el 14 de mayo de 2011, en una suite del Sofitel New York Hotel, donde trabajaba en tareas de limpieza, desde 2008. El 14 de mayo de 2011 fue detenido en el aeropuerto Internacional John F. Kennedy de Nueva York, acusado de agresión sexual a una empleada del Sofitel New York Hotel de Manhattan. Strauss-Kahn alegó sin éxito inmunidad diplomática, según transcripciones policiales reveladas el 16 de junio de 2011. Las transcripciones, difundidas por la fiscalía, señalan que cuando Strauss-Kahn estaba siendo conducido por la policía de su asiento de primera clase en un vuelo de Air France hacia París el 14 de mayo, algunas de sus palabras fueron: «Tengo inmunidad diplomática.»
Permaneció detenido en la comisaría del Departamento de Policía de Nueva York en Harlem, donde fue acusado de «asalto sexual, intento de violación y secuestro». Sus abogados, Benjamin Brafman y William Taylor, anunciaron que «se declarará no culpable», alegando tener una coartada sólida, según la cual Strauss-Kahn se encontraba almorzando con su hija al momento del presunto ataque.
El político negó, en un primer momento, haber tenido relaciones sexuales con la empleada pero su arresto tuvo un efecto internacional, y provocó la renuncia a su cargo como presidente CEO del Fondo Monetario Internacional (FMI). Retiró su candidatura a la primaria socialista de 2011 por las elecciones presidenciales de Francia de 2012 a causa de estos hechos.

### Arresto domiciliario
Las autoridades judiciales accedieron el 19 de mayo de 2011 a que Dominique Strauss-Kahn saliera de la prisión a cambio de permanecer bajo arresto domiciliario y depositase una fianza de un millón de dólares.  Cuando fue trasladado a su residencia «definitiva» mientras durase el juicio, Strauss-Kahn tendría derecho a asistir a audiencias judiciales, reuniones con sus abogados, visitas al médico y observar sus necesidades espirituales-reigiosas.
Aunque durante los primeros días tras la detención de Strauss-Kahn su esposa Anne Sinclair, permaneció en Francia, se trasladó poco después a Nueva York para seguir la vista oral en la que se logró la excarcelación de su marido y colaboró en buscar un apartamento en el cual cumplir el arresto domiciliario.

### La defensa investiga a la denunciante
DSK contrató a Benjamín Brafman, abogado de Michael Jackson y de connotados mafiosos como Vincent Gigante y Sammy Gravano y planteó defenderse atacando a su víctima. Confinado en un departamento en el número 71 de Broadway, dio instrucciones a sus abogados para contratar los servicios de TD International y Guidepost Solutions, dos influyentes compañías que cuentan en sus filas con antiguos agentes de la CIA y del Servicio Secreto, a fin de investigar a fondo y desacreditar a Diallo.

Varios detectives de Guidepost Solutions están ya rastreando en Guinea los antecedentes de la víctima ―madre de una niña de 15 años y viuda― que hace siete años logró el asilo para entrar en Estados Unidos.
Le Monde

En su primera entrevista, el abogado Brafman, afirmó al periódico Haaretz:

Nada es seguro, pero por lo que veo en la investigación [...] será absuelto. [...] A pesar de las circunstancias está reaccionando bien. No se siente para nada feliz de ser acusado por hechos que no cometió.
Benjamin Brafman

### Encuentran ADN de Strauss-Kahn en la ropa de la empleada

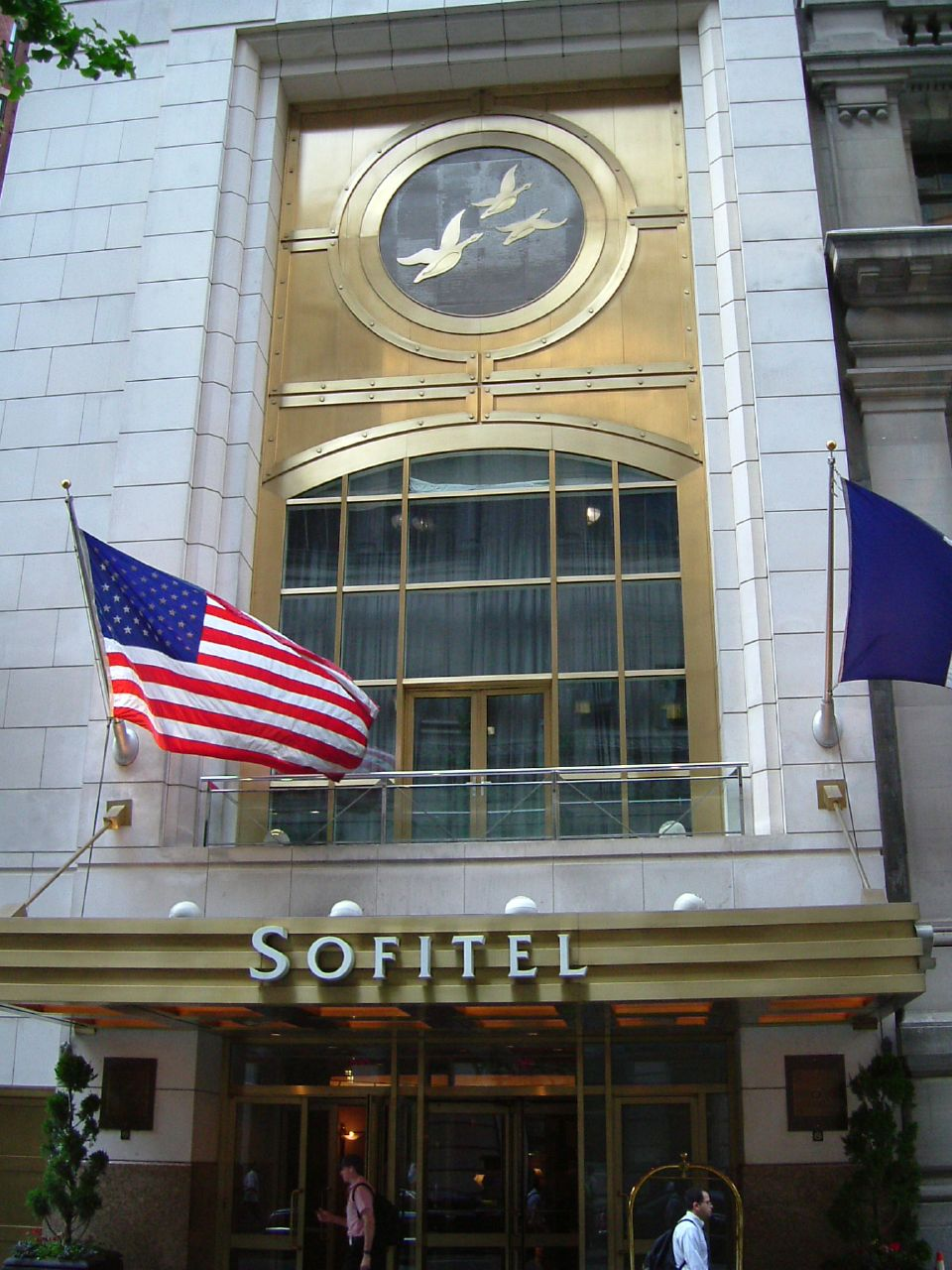
Hotel Sofitel, en Nueva York.

La  NBC, anunció el hallazgo de rastros de ADN de Dominique Strauss-Kahn en el cuello de la camisa de la empleada del Sofitel. Los investigadores, dijo la cadena de televisión, ya habían tomado muestras genéticas a Strauss-Kahn cuando fue detenido, y con ese material se contrastaron los restos de ADN encontrados en la camisa de Nafissatou Diallo. 
Además de esta cadena de televisión, otros medios estadounidenses como The New York Post señalaron que los investigadores habían encontrado restos de semen del político y economista francés, en la ropa de la mujer.

### Nicolás Sarkozy conocía de las conductas de Strauss-Kahn
El diario Le Monde reveló el 24 de mayo de 2011 que el entonces presidente de Francia, Nicolás Sarkozy, conocía, desde que fuera ministro de Interior (2002-2004) las «tentaciones y costumbres [sexuales]» de Dominique Strauss-Kahn.
Le Monde, citado por el diario español ABC, reveló que medios informativos próximos a Sarkozy estaban dispuestos a filtrar algunas de esas informaciones confidenciales, cuando la campaña presidencial estuviese en una etapa avanzada. En un artículo titulado «La política antivicio», el periódico galo recalcó que en los últimos meses, colaboradores próximos a Sarkozy «se habían preocupado» de permitir que llegasen a su redacción filtraciones «sobre la existencia de una nota redactada poco antes de las presidenciales de 2007». En ella se informaba de que Strauss-Kahn había sido sorprendido «en comprometida situación dentro de un coche», en una conocida zona de ejercicio de la prostitución al oeste de París.

### Cambio de domicilio bajo arresto domiciliario
Strauss-Kahn se mudó el miércoles 25 de mayo de 2011 del apartamento donde cumplía su arresto domiciliario a una lujosa casa unifamiliar de cuatro habitaciones en Manhattan mientras aguardaba el juicio por abuso sexual frustrado.

## Aspectos legales

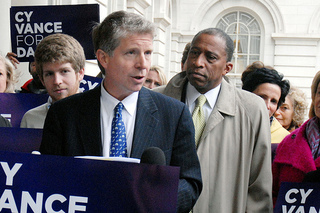
Cyrus Vance, Jr., el abogado del Condado de Nueva York.

### Arresto y procesamiento
El 14 de mayo de 2011 a las 16:40, Dominique Strauss-Kahn fue arrestado por la policía  neoyorquina del aeropuerto Internacional John F. Kennedy, momentos antes de que emprendiera viaje de regreso a París en el vuelo AF 023 de Air France. Efectuó una llamada a las 15:29 h desde el aeropuerto al hotel Sofitel, para preguntar por uno de sus teléfonos móviles olvidado en su habitación; este hecho ayudó a localizarlo y a posibilitar su arresto.
Fue puesto en custodia en la comisaría de policía de Harlem y acusado  de agresión sexual a una empleada de hotel, en la habitación 2806 del Sofitel New York, donde DSK se hospedaba. La empleada era Nafissatou Diallo de treinta y dos años, que se había instalado en Estados Unidos el año 2002, en el Bronx y formaba parte de la comunidad Fulani en Nueva York de Fouta Djallon.
El fiscal de Manhattan, Cyrus Vance, Jr., decidió iniciar acciones penales contra Strauss-Kahn por siete cargos
- Acto sexual criminal en primer grado (dos cargos);
- Intento de violación primer grado (un cargo);
- Abuso sexual en primer grado (un cargo);
- Secuestro en segundo grado- previa admisión de pruebas de ADN (un cargo);
- Asalto sexual en tercer grado - las pruebas de ADN admitidas (un cargo);
- Contacto sexual - previa admisión de pruebas de ADN (un cargo).

El 25 de mayo, a los fiscales se les proporciona ayuda, con la suma de los abogados Joan Illuzzi-Orbon y Ann P. Prunty al caso.

### Proceso judicial
Denunciante
Nafissatou Diallo nació en una aldea musulmana, sin electricidad ni agua potable, ubicada a 13 horas en coche de Conakri, la capital de Guinea Conakri. Su padre era un imán y ella es la menor de cinco hermanos. Siendo todavía adolescente se trasladó hasta Conakri pero apenas dos meses después regresó a su aldea, ya que su padre quiso que se casara con un primo lejano. La mujer, según el  The New York Times, no pudo sino que obedecer. Con su esposo tuvo una hija y cuando este murió, tras una grave enfermedad, regresaría a la capital. Poco después se trasladó a Nueva York.
Según fuentes policiales, la denunciante, habría «sido asaltada por el director del FMI al salir desnudo de la ducha». A continuación, «abandonó a toda prisa, el hotel donde se hospedaba, dejando su teléfono móvil y efectos personales».
Trascendieron más detalles sobre la presunta víctima en el caso de violación en el que se encuentra implicado Dominique Strauss-Kahn.
La mujer fue descrita como una musulmana de 32 años originaria de Guinea, que solicitó asilo en Estados Unidos. El 25 de mayo de 2011 la denunciante había realizado una serie de afirmaciones a Fox News que fueron publicadas en varios periódicos a nivel mundial:

Inventé una serie de argucias para salir de la habitación y huir de Strauss-Kahn. «Mi jefe está en el vestíbulo». Pero esta mentira no lo amilanó: prosiguió con sus avances sexuales. «Por favor, pare. Necesito mi trabajo, no puedo perder mi trabajo, no haga esto. Perderé mi trabajo. ¡Por favor, por favor, pare! ¡Por favor, pare!». Pero él me contestó: «No, baby. No te preocupes, no vas a perder tu trabajo. Por favor, no te preocupes. ¿No sabes quién soy? ¿No sabes quién soy?

Versión y defensa del acusado
El 16 de mayo Strauss-Kahn compareció ante la juez del caso, quien negó la solicitud de libertad bajo fianza de dos millones de dólares que presentaron sus abogados defensores y ordenó su traslado a la célebre prisión neoyorquina de Rikers Island, al menos hasta la próxima audiencia fijada para el 20 de mayo. En la audiencia, la fiscalía alegó que la presunta agresión sexual ocurrió una hora antes de que almorzara con su hija, por lo que echó por tierra la coartada de Strauss-Kahn.
Desarrollo de los procedimientos
«La causa penal contra el ex jefe del FMI Dominique Strauss-Kahn, acusado de agresión sexual, está a punto de caerse», señaló el New York Times citando fuentes cercanas al caso el jueves 30 de junio de 2011. Según el periódico, los fiscales no creían demasiado el testimonio de la presunta víctima de Strauss-Kahn y consideraban que había mentido repetidas veces desde el 14 de mayo, cuando se produjo el presunto ataque. «[...] Varias personas hicieron depósitos en efectivo -que ascienden a unos 100 000 dólares- en la cuenta bancaria de la acusadora en los últimos dos años, y los fiscales habían grabado las conversaciones con la empleada, en las que discutía con uno de esos individuos el pago por las acusaciones de asalto sexual, según el informe».

#### Strauss-Kahn es liberado
Strauss-Kahn fue liberado bajo el viernes 1 de julio de 2011 por un juez del Tribunal de lo Penal de Nueva York tras la revelación de elementos que desacreditaban el testimonio de su presunta víctima de agresión sexual, aunque el caso prosiguió.
Durante una inesperada y corta audiencia, el juez Michael Obus acató la solicitud del fiscal de poner fin al arresto domiciliario de Strauss-Kahn y ordenó el reembolso de la fianza de 6 millones de dólares (de la cual un millón en efectivo) impuesta al exdirector del FMI.
No obstante, el juez retuvo su pasaporte, aclaró que el caso por agresión sexual continuaba abierto y que una próxima audiencia estaba programada para el 18 de julio del mismo año. «La investigación despertó inquietudes concernientes la credibilidad de la denunciante», admitió ante la prensa el fiscal Cyrus Vance, pero la audiencia «no anula las inculpaciones contra el acusado».

## Las reacciones
En Francia, en ciertos sectores de la opinión pública y pese a los antecedentes dudosos, se manifestó cierta incredulidad. Se especuló en un complot concebido por enemigos políticos ya que su hipersexualidad lo habría convertido en una presa fácil, o bien su reputación de Casanova permitió tejer fácilmente una historia de incontroladas pulsiones sexuales. La relación de Sarkozy al respecto lo convirtieron en blanco de tales teorías.
Durante los primeros días tras la detención, la naturaleza de los cargos y la poca información conocida plantearon dudas sobre la posible existencia de una trampa o una conspiración. El rumor de ser una «trampa» surgió en las primeras horas tras la detención en alguna figura política francesa, como Christine Boutin y fue alimentado por el hecho que la detención fue revelada por un joven activista de la UMP en Twitter. y que el mismo Dominique Strauss-Kahn había hablado a finales de abril de 2011, de los riesgos de una maquinación. A ello se agregó que los paseos a los cuales fue sometido Strauss-Kahn por los agentes del FBI, exhibiéndolo esposado y demacrado frente a las cámaras, fue calificado por varios columnistas galos como un linchamiento mediático que no tuvo la menor consideración hacia el principio de la presunción de inocencia. Por otra parte, el fiscal de Manhattan que llevó la causa, Cyrus Vance Jr., manifestaba ambiciones políticas, dando pie a que algunos cronistas pensaran que era una excelente oportunidad para consolidar su imagen, ya que en Estados Unidos los fiscales estatales, son elegidos por sufragio universal.
En una conferencia de prensa, una coalición de activistas por los derechos de las mujeres y los inmigrantes afirmó que quien presentó la acusación debería prestar declaración:

Esta persona puede tener defectos de carácter. ¿Quién de nosotros no tiene alguno? Sin embargo, el tema es que los elementos básicos del juicio no han sido puestos en duda. Por lo tanto, exigimos a la fiscalía que proceda con el caso hasta los límites establecidos por la ley. Permitan que esta mujer haga su declaración. Permitan que tenga su oportunidad en el tribunal, ya que es un derecho estadounidense básico prestar declaración y tener una oportunidad en un tribunal.
Muhammed Nurhussein, presidente de la organización United African Congress

### Personalidades
Robert Badinter, antiguo ministro de justicia, Jack Lang, antiguo ministro de cultura y varias personalidades del PS salieron en defensa de Strauss-Kahn apelando al principio de que «una persona es inocente, hasta que se demuestre lo contrario». Así, Bernard-Henri Lévy manifestó:

Y lo que también sé es que el Strauss-Kahn que yo conozco, el Strauss-Kahn del que soy amigo desde hace 25 años y del que seguiré siendo amigo, no se parece al monstruo, a la bestia insaciable y maléfica, al hombre de las cavernas que hoy nos describen por todas partes: seductor, seguramente; conquistador, amante de las mujeres, y antes que nada, de la suya, naturalmente; pero ese personaje brutal y violento, ese animal salvaje, ese primate, ..., por supuesto que no. Es absurdo.
Bernard-Henri Lévy

La escritora española Carmen Llera —viuda del escritor Alberto Moravia— defendió públicamente la inocencia de Strauss-Kahn, escribiendo una carta al director de Il Corriere della Sera donde afirmó:

Conozco y frecuento a DSK desde hace años. Niego que sea un «hombre cruel, primitivo o sádico». La violencia no forma parte de su cultura. Ama el sexo, ¿y qué?
Carmen Llera, en carta al director de Il Corriere della Sera.

Por otro lado, miembros destacados de la sociedad francesa, criticaron las voces en defensa de «uno de los suyos, despreocupándose de una mujer que mantiene haber sido agredida sexualmente». Eva Joly (antigua juez reconvertida en política) declaró: 

Es un hombre; es rico, poderoso y conocido, enfrentado a una mujer débil, pobre y desconocida

El diputado de UMP Jacques Myard manifestó:

Si los hechos, hubiesen ocurrido en Francia, no estoy seguro que la policía hubiese osado arrestar a DSK

Acrimed página web de opinión, dedicó una serie de artículos a la «compasión selectiva» de los grandes medios de comunicación y a la superficialidad o vacío periodístico en que susodichos medios escribieron del asunto.
También asociaciones feministas como Ossez le féminisme denunciaron el sexismo desarrollado alrededor del caso.

### Opinión pública francesa
Una encuesta realizada en Francia en mayo de 2011 acerca de si Dominique Strauss-Kahn habría sido víctima de un complot, indicó que un 57 % de los franceses consideraba que sí, un 33 % que no, mientras que otro 11 % no tuvo opinión al respecto. Una nueva encuesta del 24 de agosto de 2011 mostró que una mayoría de los franceses (54 %) no querían que regresara al espectro político francés.

### Cobertura enThe New York Post
Especializado en casos policiales y escándalos sexuales, The New York Post dedicó varias portadas al exdirector del FMI. Con títulos catástrofe y lenguaje procaz revelaba detalles escabrosos más o menos confirmados.

El intento de violación fue "sodomía", Dominique Strauss Kahn (DSK) es un "rico cretino blanco", Francia, "una nación con las manos sucias", los franceses, unos "locos y depravados" y, en general, todos los extranjeros que desembarcan en la cosmopolita Nueva York son "presuntos violadores".
Titulares de The New York Post

En su búsqueda de efectismo, el periódico no tuvo límites, ni de fondo —los datos que ofrece están escasamente chequeados—, ni de forma —el lenguaje es rayano con la ofensa—.
Este mismo diario publicó el 24 de mayo de 2011 que amigos de Strauss-Kahn, intentaron pagar a la familia de la presunta víctima, para poder zanjar el caso y evitar que el político francés fuera condenado.

## Obras literarias inspiradas en el caso
La novela Karnaval de Juan Francisco Ferré se inspira en la figura de Strauss-Kahn, al que convierte en personaje protagonista de su obra, que comienza, precisamente, con el escándalo sexual. En 2011, Marc-Édouard Nabe publicó la novela satírica L'Enculé en la que DSK es el protagonista principal y donde relata el escándalo, en 2012, Stéphane Zagdanski publica la novela Chaos brûlant que trata en parte del caso, Marc Weitzmann publicó en 2013 Une matière inflammable y en enero de 2014, el novelista Régis Jauffret publicó La Ballade de Rikers Island (ed. Le Seuil), Strauss-Kahn decidió interponer una demanda contra el autor y su editorial.

## Obras cinematográficas inspiradas en el Caso Strauss-Kahn
La película Welcome to New York de 2014, con la actuación de Gérard Depardieu, Jacqueline Bisset y Marie Mouté entre otros, se inspira en la figura de Dominique Strauss-Kahn.